# Ipomoea tuberculata
Ipomoea tuberculata là một loài thực vật có hoa trong họ Bìm bìm. Loài này được Ker Gawl. mô tả khoa học đầu tiên năm 1816.

## Hình ảnh

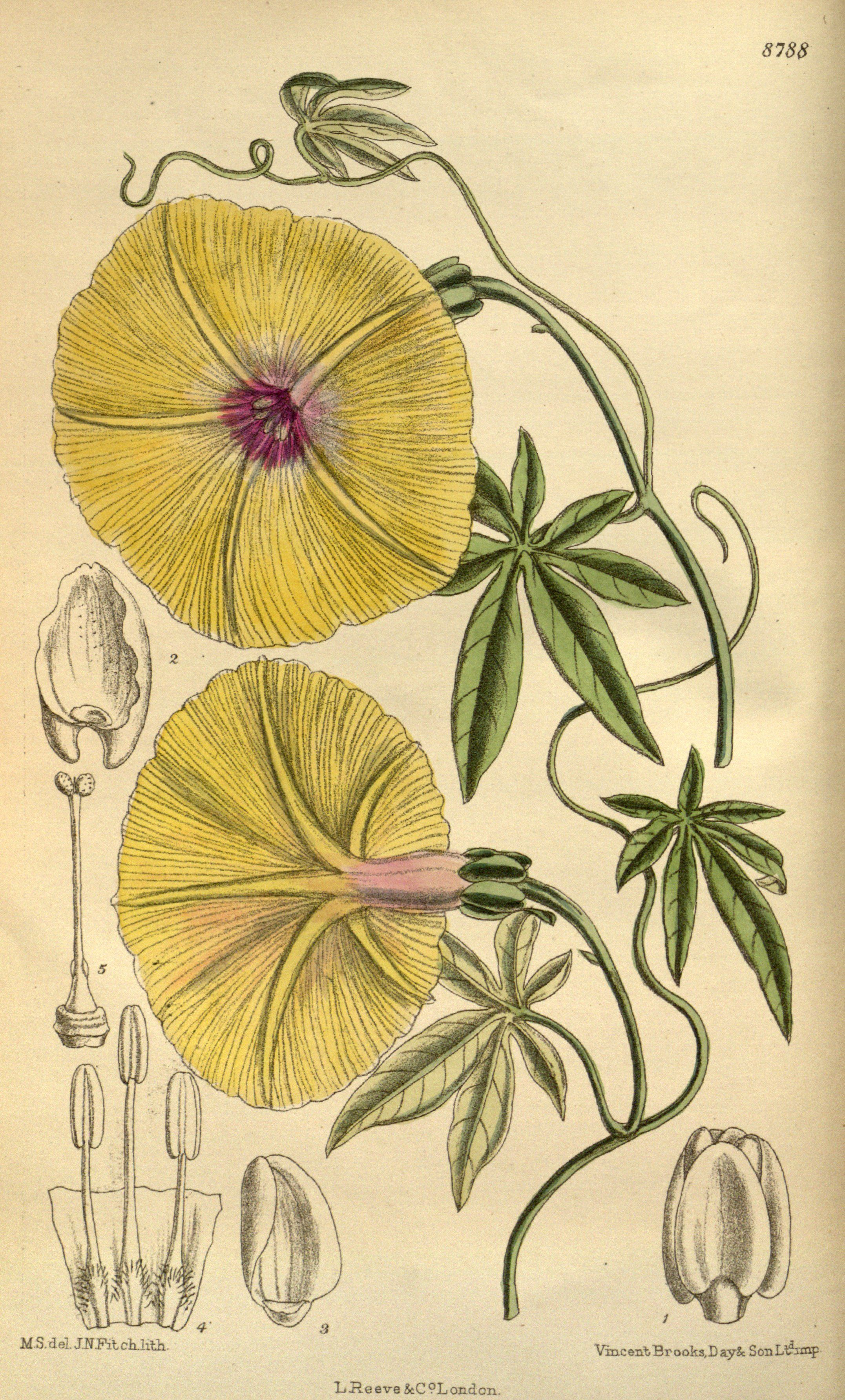